# Scheidental
Scheidental – bestehend aus Ober- und Unterscheidental – ist ein Ortsteil von Mudau im Odenwald mit 366 Einwohnern (Stand 2021).

## Geografie
Scheidental liegt im nördlichen Baden-Württemberg, im Odenwald, genauer gesagt im Badischen Odenwald, ca. 6 km von Mudau entfernt. Oberscheidental liegt an der hier entspringenden Elz (500 bis 520 m ü. NN) und ist heute ein Haufendorf mit dem Ortszentrum an der Kirche. Unterscheidental (ca. 500 m ü. NN) ist eine Streusiedlung.

## Geschichte

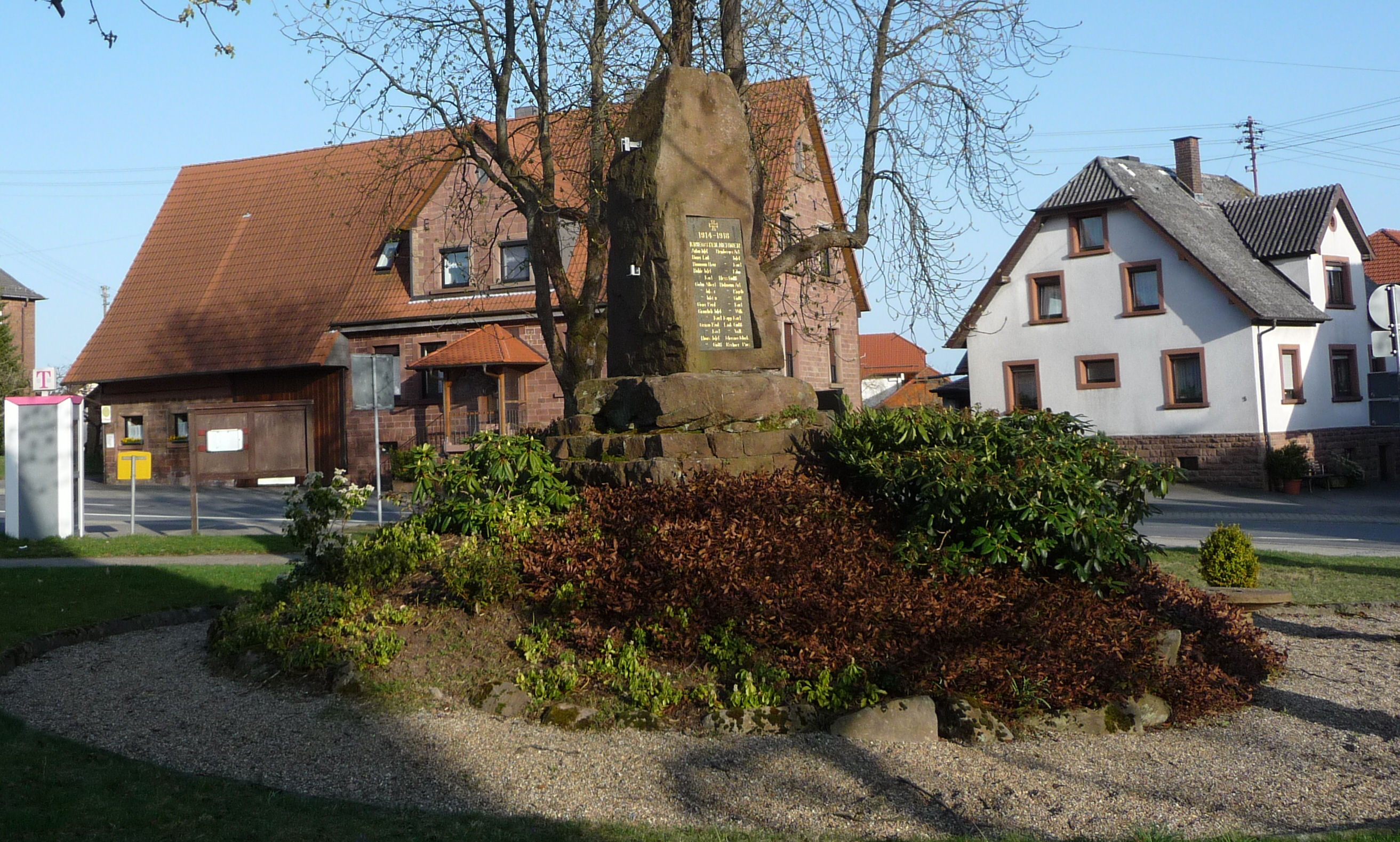
Kriegerdenkmal

Erstmals erwähnt ist Scheidental als „Scheidner“, später als „Schedennere“ Seit 1395 taucht der Ort als „Ober-“ und „Unterscheidenen“ in den Urkunden auf. Nach Auskunft des Generallandesarchivs in Karlsruhe ist für Scheidental das offizielle Datum der urkundlichen Erstnennung das Jahr 1310
Zur Zeit der Römer stand hier ein wichtiges Kastelldorf am Limes. Oberscheidental bildet die Wasserscheide zwischen Main und Neckar und hat wohl danach seinen Namen erhalten. Im 15. und 16. Jahrhundert begegnet man in den Quellen wiederholt den Namensformen „Scheydenauwe“ oder „Underschenaw“, aber auch „Ober-“ und „Underscheydenthal“. Wie die anderen Orte der Umgebung verdankt Scheidental seine Entstehung dem vom Kloster Amorbach im 10. und 11. Jahrhundert geförderten Landausbau, der neue Siedler in das Land brachte.
Lehensherr war im 14. Jahrhundert Kurmainz, denn nach einer Urkunde wurde in der zweiten Hälfte des 14. Jahrhunderts von dem Mainzer Erzbischof Boppo Rüdt von Bödigheim mit der Hälfte des Gerichts, das schon dessen Vater als Lehen trug, belehnt.
Die Rüdt von Bödigheim-Collenberg-Eubigheim hatten laut einem Verzeichnis von 1618 in Scheidental „leibeigene Leute“. Bis 1684 hatte das Hochstift Würzburg hier ebenfalls Hoheitsrechte und Untertanen. Sie kamen durch den Austauschvertrag zwischen Würzburg und Mainz vom gleichen Jahre an Kurmainz, das damit das ganze Dorf erhielt. Nach dem Dreißigjährigen Krieg hatte Unterscheidental nur noch einen erwachsenen männlichen Einwohner.
Unterscheidental gehörte mit Oberscheidental zur Zent und zur Amtsvogtei Mudau des Kurmainzer Oberamtes Amorbach, bis es 1803 zum Fürstentum Leiningen kam, 1806 wurden Ober- und Unterscheidental badisch. Sie wurden 1807 dem Bezirksamt Buchen, das damals zum Main- und Tauberkreis gehörte, zugeteilt. 1912/13 erhielt das Dorf eine geregelte Wasserversorgung. Der Zusammenschluss der seit dem Mittelalter getrennten Gemeinden erfolgte erst 1935.
Seit dem 1. Januar 1974 ist Scheidental ein Ortsteil von Mudau. Eine Flurneuordnung wird seit dem Jahre 2010 umgesetzt.

## Kirche

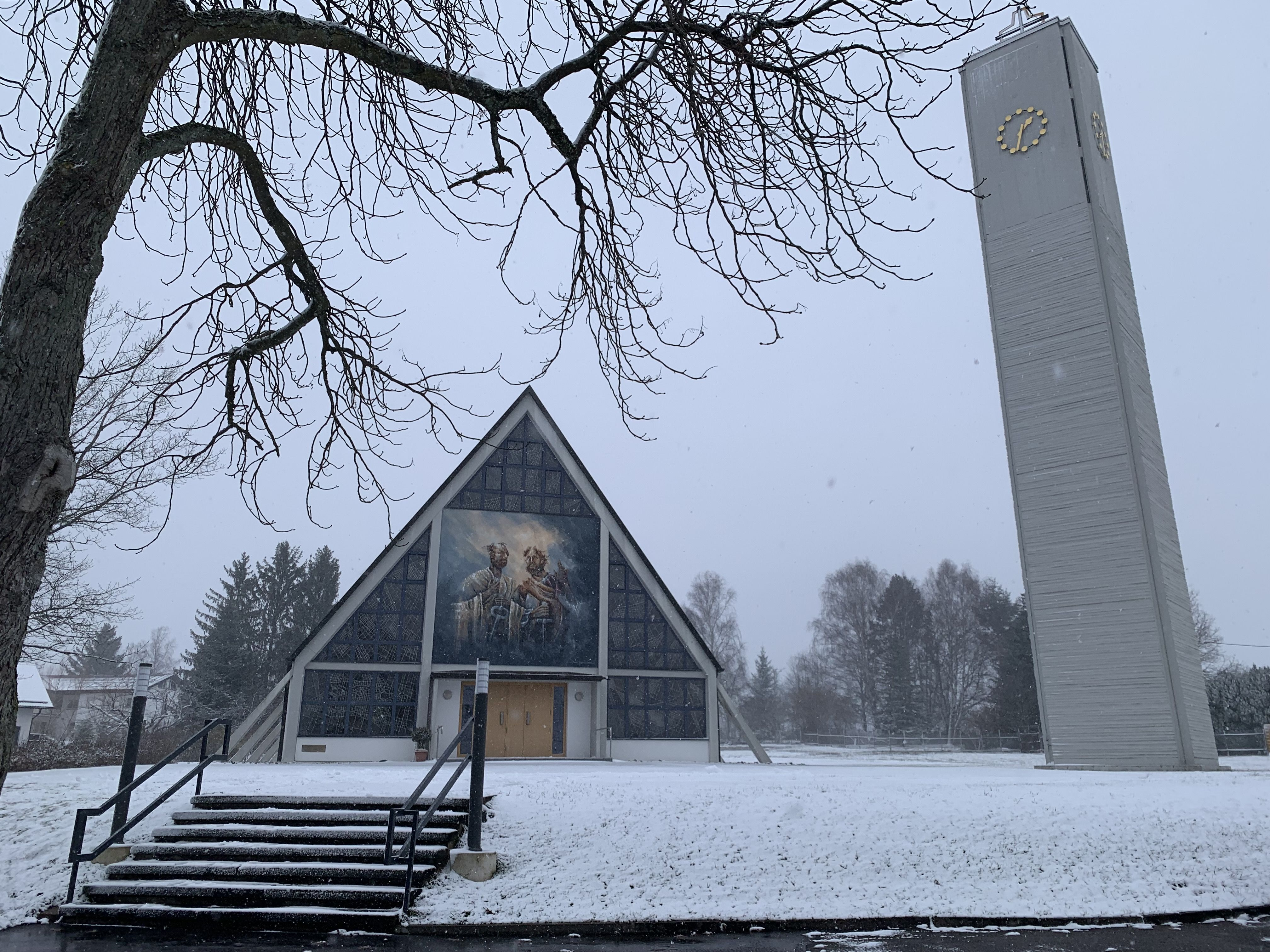
Kirche Scheidental

Kirchlich gehörte Scheidental im Mittelalter zur Mutterkirche Hollerbach, aber schon im 16. Jahrhundert erfolgte eine Abkoppelung, denn Mudau und zwölf weitere Gemeinden, darunter auch Scheidental, bildeten eine eigene Pfarrgemeinde. 1905 wurde Scheidental Pfarrkuratie.
Schon 1846 wurden seitens der Gläubigen in Scheidental die Bitte um eine eigene Kirche laut. Aber erst 1868/69 wurde eine Kirche errichtet, die im November 1944 von einer Luftmine, welche hinter der Kirche einschlug, so schwer beschädigt wurde, dass sie 1965 durch einen Neubau ersetzt wurde.
Passend zum Kirchweihjubiläum wurde im Sommer 2015 die Scheidentaler Zeltkirche, dank einer großzügigen Geldspende, um eine Orgel bereichert. Bei dem Spender handelt es sich um ein ehemaliges Waisenkind, welches als Dank für seine schöne Kindheit in Scheidental die Orgel stiftete. Das aus über 600 Pfeifen bestehende Instrument wurde von Orgelbaumeister Hans-Georg Vleugels in Hardheim angefertigt und sorgt mit seinem Klang fortan stets für eine besondere Akustik während der heiligen Messe.

## Politik

### Wappen
Das Wappen zeigt in Silber auf grünem Boden einen römischen Soldaten in blauer Rüstung und rotem Untergewand, in der Rechten eine blaue Lanze, in der Linken einen blauen Rundschild haltend.

## Sehenswürdigkeiten
- Limes-Kastell Oberscheidental